# Conchobar mac Donnchada
Conchobar mac Donnchada, o Conchobar mac Donnchado (fl. IX secolo), è stato re supremo dell'Irlanda tra l'819 e l'833.
Conchobar era figlio di Donnchad Midi mac Domnaill, re supremo d'Irlanda (733–797), e di Fuirseach, una nobile dei Dál nAraidi. Conchobar sposò Land, figlia dell'ex re supremo Áed Oirdnide mac Néill. Ebbero un figlio di nome Atrí, che divenne un ecclesiastico ad Armagh, come anche i tre altri figli: Cathal, Eochócan e Cináed.
Conchobar fece la sua comparsa sulla scena storica nell'802, quando il re supremo Áed Oirdnide mac Néill dei Cenél nÉogain, cognato di Conchobar, divise la signoria del clan Cholmáin tra Conchobar e Ailill, fratello di Conchobar. Nell'anno seguente però, a Rathconnell, Conchobar uccise Ailill, impossessandosi così dell'intera signoria. Cinque anni dopo Conchobar, alleatosi con il re del Connacht, affrontò e sconfisse in battaglia Áed Oirdnide, anche se fu riconosciuto re supremo solo dopo la morte di quest'ultimo nell'819. Cochobar morì in circostanze sconosciute nell'833, ma comunque legate a nuovi raid vichinghi, e fu sepolto a Clonard.